# 말리아노베테레
말리아노베테레(이탈리아어: Magliano Vetere)는 이탈리아 캄파니아주 살레르노도에 위치한 코무네다.